# Torreta de Guardamar
La Torreta de Guardamar, coneguda popularment com L'Antena o Torre dels Americans, és una antena de ràdio de 370 metres d'altura situada prop de Guardamar del Segura (Baix Segura, País Valencià).
Es va construir el 1962 i és l'estructura més alta de la península Ibèrica, així com l'estructura d'ús militar més alta d'Europa. És fàcilment visible des de molts quilòmetres a la rodona tant des de terra com des del mar. Va ser instal·lada per l'exèrcit dels Estats Units d'Amèrica, i actualment pertany a l'Armada Espanyola.
Aquesta antena consisteix en una estructura metàl·lica en forma de masteler de secció triangular i amb ancoratges de cable d'acer. S'utilitza per a la transmissió d'ordres a submarins submergits. Es posa en funcionament abans que els submarins de la base de Cartagena es facin a la mar, i s'apaga quan els submarins ja han entrat de nou en la base. El transmissor es controla des de l'estació de Rota, a Andalusia. Aquesta instal·lació pertany a l'Armada Espanyola i està vigilada per la Infanteria de Marina espanyola. Està identificada com "Ràdio Estació Naval - Antena LF 380 metres - Guardamar"